# Watsonia densiflora
Watsonia densiflora är en irisväxtart som beskrevs av John Gilbert Baker. Watsonia densiflora ingår i släktet Watsonia och familjen irisväxter. Inga underarter finns listade i Catalogue of Life.

## Bildgalleri

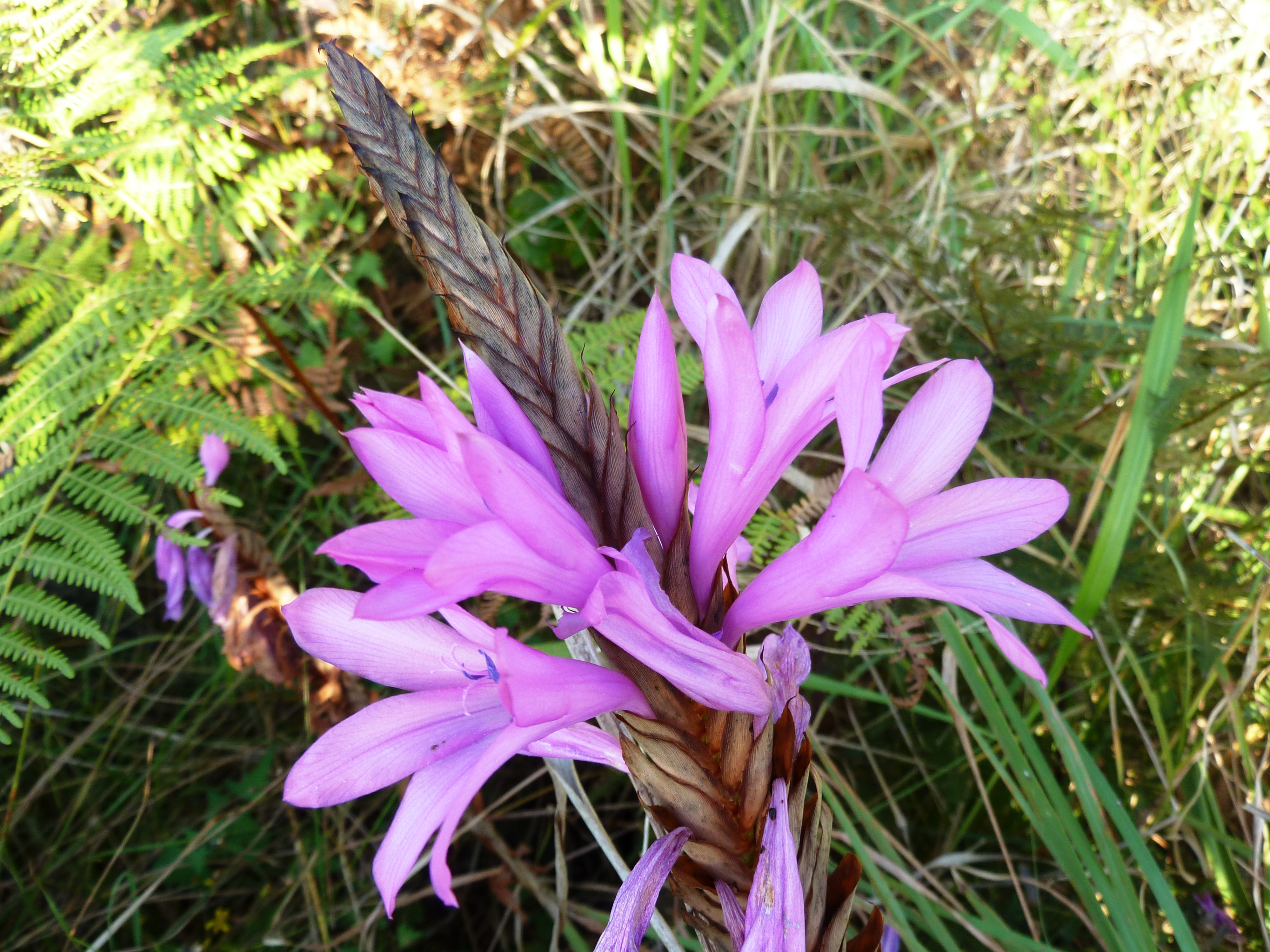